# Aminatou Haidar
Aminatou Haidar, também conhecida simplesmente por Aminatu ou Aminetu (24 de julho de 1966) é uma activista em prol da República Árabe Saaráui Democrática e dos direitos humanos.

## Biografia
Haidar é Marroquina  é mãe de duas crianças e cursou estudos de literatura moderna no Marrocos. Reconhece a invasão do Sahara Ocidental por seu país e hoje é a militante mais famosa pela República Árabe Saaráui Democrática. Um país reconhecido mais de 80 Nação, mas que ainda se encontra como a última colônia da África. A RASD teve sua independência proclamada em 1976, invadido pelos marroquinos e agora disputado pelo Reino de Marrocos e pelo braço político e Exército saharaui, Frente Polisário. Haidar representa a luta do Povo Saharaui. Esse território, uma antiga colônia espanhola, teve o seu processo de descolonização interrompido em 1976, deixando de fazer parte da Espanha de maneira abrupta, embora esta estivesse comprometida com a ONU em conduzir tal processo de descolonização, o que gerou graves consequências para tal território. Atualmente o Sara Ocidental é governado, de facto, pelo Marrocos, através da força, mesmo com uma Missão da ONU que deveria ter realizado em 1992, depois de 16 anos de guerra, um referendo para autodeterminação do Sahara Ocidental. É conhecida como “a Gandhi saaráui”

### Activismo
Por causa de sua ideologia pró saaráuis, foi perseguida e reprimida pelas autoridades marroquinas em várias ocasiões. Em 1987, aos 21 anos, fazia parte de uma manifestação pacífica de 700 participantes, que exigia o referendo para a independência de Sara do Marrocos, como determina a ONU em acordos assinados pela Frente Polisário e pela Monarquia do Marrocos. Após essas atividades, foi detida sem acusação ou julgamento nas "prisões secretas" durante 4 anos, sofrendo torturas, juntamente com outras 17 mulheres saaráuis presas.
Em 2005, foi condenada pela justiça marroquina a um cárcere de 7 (sete) meses no presídio conhecido como "Black Prison" em El Aaiún. O processo de julgamento, por causa de irregularidades, foi denunciado por um observador enviado pela Anistia Internacional. Essa organização qualificou Haidar como uma prisioneira de consciência. Também membros do Parlamento Europeu empreenderam uma campanha internacional para a libertação de Aminatou Haidar, a qual foi exigida formalmente através de uma resolução de tal Parlamento. Depois de mais de um mês na prisão, foi libertada em janeiro de 2006. Sua libertação reavivou as reivindicações de independência dos saaráuis, que se manifestaram através de manifestações de rua em El Aaiún e protestos de estudantes saaráuis da Universidade de Marraquexe.
Devido a grande repercussão midiática de sua prisão irregular e ao forte apoio recebido por parte de associações e políticos ocidentais, Haidar estabeleceu-se como uma embaixadora itinerante da República Árabe Saaráui Democrática em contato com governos estrangeiros e associações pró saaráuis.
Em agosto de 2006, o Marrocos negou o passaporte e o direito de expatriação dos seus dois filhos como uma forma de repressão.

### Expulsão para Lançarote e conflicto internacional
Em 13 de novembro de 2009, após sua chegada em El Aaiún procedente de Nova York em um voo com escala em Las Palmas de Gran Canaria, foi expulsa do Marrocos para Lançarote, Ilhas Canárias. Após o desembarque permanece há mais 10 dias no Terminal 1 do aeroporto de Lançarote, onde também iniciou uma greve de fome em 15 de novembro. Seu estabelecimento no aeroporto é uma forma de pressão, acusando o governo espanhol de inibir-se no assunto, atuar com conivência ao governo marroquino, e até mesmo de violar direitos humanos. Fato que se fortalece diante das violações cometidas pela Monarquia do Marrocos contra os saharauís desde  retirada do Governo da Espanha, que colonizava o Sahara Ocidental. Os saharauís foram entregues de bandeja aos marroquinos, como citam alguns intelectuais, entre eles o escritor e jornalista uruguaio Eduardo Galeano, também ativista prol saharauis.
Após a notícia de sua expulsão do Marrocos, a notícia causou rebuliço na Espanha. Desde o primeiro momento foram aparecendo grupos de apoio a Haidar em numerosas cidades espanholas que foram se manifestando a favor da ativista tanto nas ruas quanto na Internet, com a criação de grupos de pessoas no Facebook em seu apoio, como "Free Aminatou Haidar" ou "Ayuda Aminatou Haidar", ou até mesmo recolhendo assinaturas para manifestos em seu apoio. Os protestos chegaram ao Senado e ao Congresso dos deputados espanhóis (equivalente a Câmara dos Deputados no Brasil), e até mesmo a Amnistia Internacional se mobilizou buscando apoio para pressionar o governo do Marrocos em busca de uma solução para a saaráui.
Durante a sua greve, muitas figuras públicas lhe apoiaram de diferentes maneiras. Lá ela recebeu visitas do político Cayo Lara, da política austríaca Karen Shelley, da banda musical Macaco, do cineasta Javier Fesser, dos atores Fernando Tejero, Lola Dueñas, e Willy Toledo, que dormiu uma noite com ela no chão das instalações do aeroporto. Já o escritor português José Saramago, que vive em Lançarote, dedicou um manifesto a Aminatou em que expressa o seu total apoio à causa dos saaráuis. Ela recebeu ainda manifestações de apoio de diversos artistas famosos, como Pedro Almodóvar, Javier Bardem, e Penélope Cruz. Ainda, por iniciativa de vários sectores da vida política e artística internacional, foi divulgada uma carta assinada por inúmeras personalidades espanholas, além dos escritores Günter Grass, José Saramago, Mario Vargas Llosa, Dario Fo e Carlos Fuentes, pedindo a intervenção pessoal do Rei Juan Carlos no assunto, "uma intervenção explícita da Casa Real Espanhola junto do monarca alauita", o Rei Mohammed VI de Marrocos, para evitar "um desfecho dramático". Uma situação aparentemente inconveniente para um Chefe de Estado não fosse o passado espanhol riador do impasse no Sahara Ocidental.
Em Portugal, o Parlamento português aprovou em 27 de novembro voto de solidariedade relacionado com a situação da activista, obtendo como resposta um comunicado do Ministério dos Negócios Estrangeiros e Cooperação marroquino dizendo-se “espantado” e “decepcionado” com tal acto.
Em sua segunda semana no aeroporto, o “Ministerio de Asuntos Exteriores” da Espanha enviou um emissário, Agustín Santos, para fazer a Haidar três propostas por parte do governo espanhol. As propostas foram (1) asilo político, (2) pedir um novo passaporte, e (3) adquirir a nacionalidade espanhola. Haidar recusou as opções de asilo político (1) e de aquisição da nacionalidade espanhola (3), porque ela é saaráui e aceitar essas propostas implicaria não poder voltar a sua terra natal. E ela não quer pedir um novo passaporte (2) porque já possui um, que foi tomado pelas forças de segurança marroquinas, e, ademais, pedir um novo poderia implicar em meses de espera, com a possível recusa de seu pedido. Vale lembrar que o Povo Saharaui é originário do Sahara Ocidental.
Quando se completam 25 dias desde que a ativista começou a sua greve de fome, a diplomacia espanhola começa a ver algum resultado ao conseguir que União Europeia pressione o Marrocos exigindo que ele respeito os direitos humanos e para que busque uma solução para o problema. No dia 11 de dezembro de 2009, os Estados Unidos entraram em contacto com o Marrocos para lhe pedir que busque uma saída para terminar com o “caso Haidar”.

## Prêmios
Em sua luta pelo reconhecimento dos direitos dos saaráuis, foi laureada com vários prémios internacionais, incluindo:
- Prêmio Direitos Humanos Juan Maria Bandrés (2006).
- Solidar Silver Rose Award (2007).
- Prêmio Direitos Humanos Robert F. Kennedy (2008).
- Civil Courage Award (2009).

Também foi indicada para vários prêmios de importância internacional, como o Prémio Sakharov, indicação proposta pelo Parlamento Europeu, o Prémio Fondo de Ginetta Sagan, indicação proposta pela Amnistia Internacional, ou a nomeação para o Nobel da Paz.